# ジョヴァンニ・ダ・ウーディネ
ジョヴァンニ・ダ・ウーディネとして知られるジョヴァンニ・ナンニもしくはジョヴァンニ・リカマトーレ（通称:Giovanni da Udine、Giovanni Nanni、もしくは Giovanni de' Ricamatori、Giovanni Ricamatore、1487年10月27日 - 1564年）はイタリアの画家、建築家である。ラファエロ(1483-1520)の協力者として知られ、ローマのヴィラ・ファルネジーナやバチカン宮殿の柱廊の装飾の仕事に参加した。

## 略歴
イタリア北東部のウーディネで生まれた。1502年に画家、版画家のジョヴァンニ・マルティーニ(Giovanni Martini da Udine: 1470/75-1535)の工房の徒弟となった。ジョルジョ・ヴァザーリが書いた画家の伝記『画家・彫刻家・建築家列伝』によれば、美術愛好家のグリマーニ枢機卿(Domenico Grimani)の推薦で1515年ころ、ローマのラファエロの工房に移り 、1520年にラファエロが亡くなるまで働き、ラファエルの最も優れた協力者であったとされる。
ラファエロ没後は枢機卿ジュリオ・デ・メディチ（後の法皇クレメンス7世）のために働き、ローマのヴィラ・マダマ(Villa Madama)やフィレンツェのメディチ・リッカルディ宮殿(Palazzo Medici Riccardi)の装飾の仕事をした。1527年のスペイン王の軍勢によるローマ劫掠のためにしばらく故郷のウーディネに避難したが、1528年にはローマに戻り、法皇クレメンス7世のために働き、法皇から「Cavaliere della milizia di S. Pietro(聖ペトロ兵団の騎士)」の称号と年金を与えられた。1532年から1534年にはミケランジェロ・ブオナローティによるフィレンツェのサン・ロレンツォ聖堂の増設の仕事にも参加した。
1534年にクレメンス7世が亡くなった後、故郷に近いフリウーリやベネツィアで画家として働い後、ヴェネツィアのグリマーニ宮殿でフランチェスコ・サルヴィアーティとともに働き、マッテオッティ広場の噴水の装飾の仕事もした。
ピウス4世が法皇になった1560年にローマに再び移り、ヴァチカン宮殿の仕事を始め、ローマで没した。

## 作品

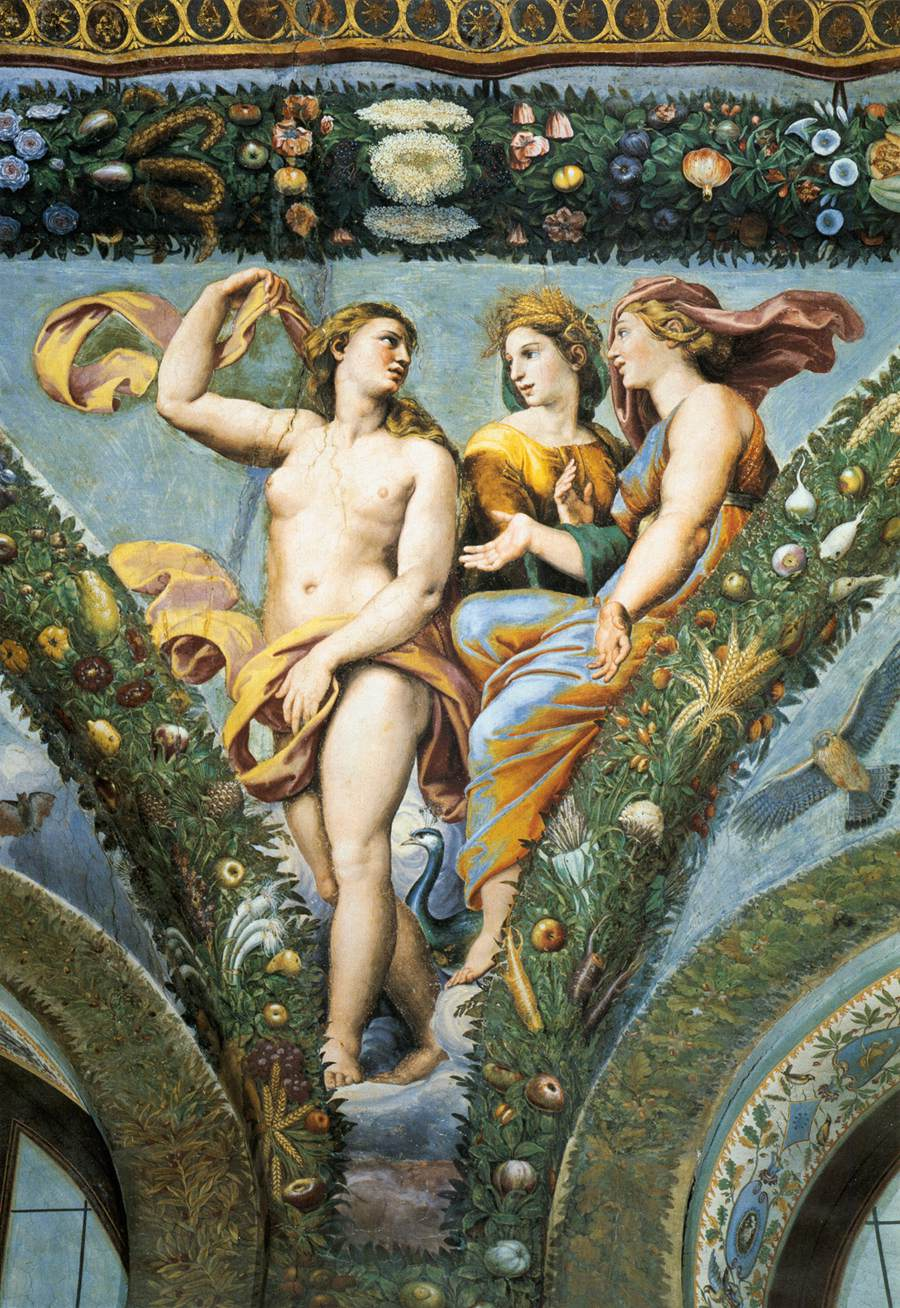
ヴィラ・ファルネジーナの装飾画(1517)
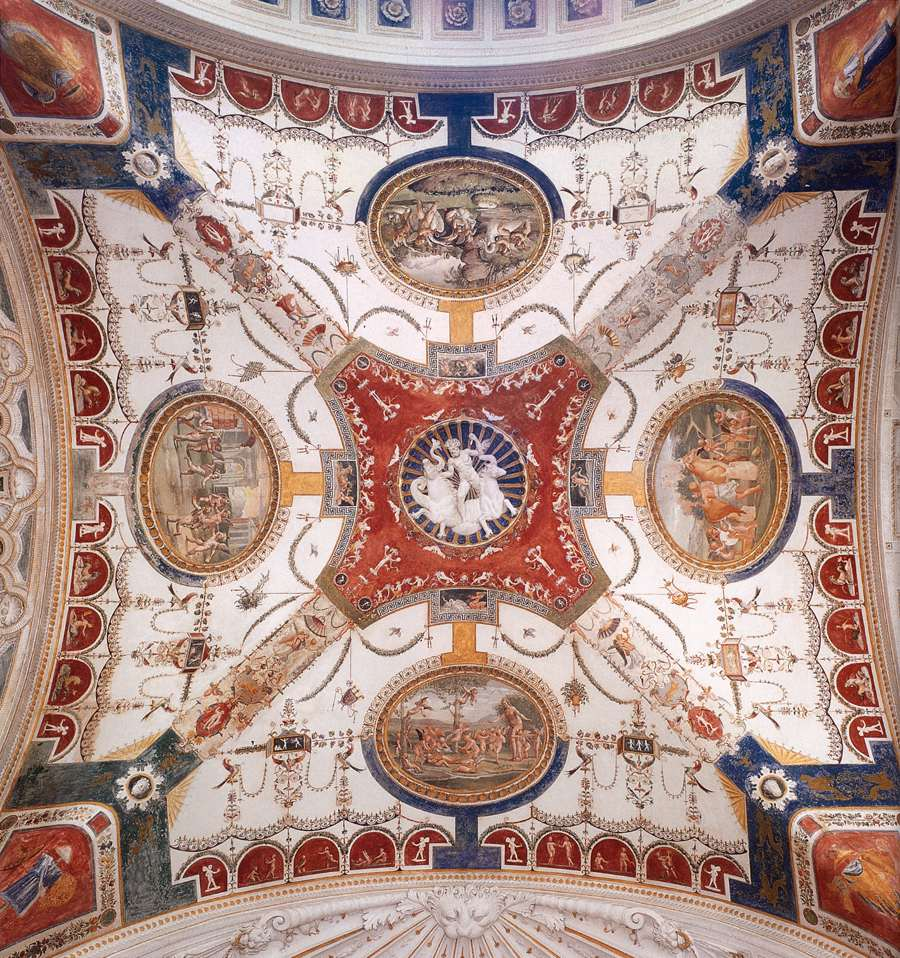
ビラ・マダマの装飾画(1520/1521)
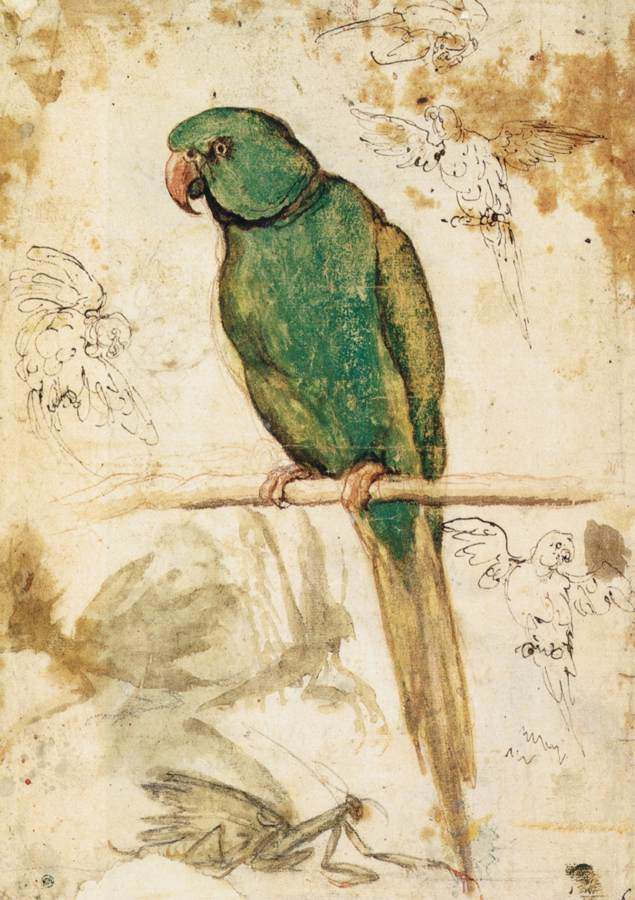
オウムの習作
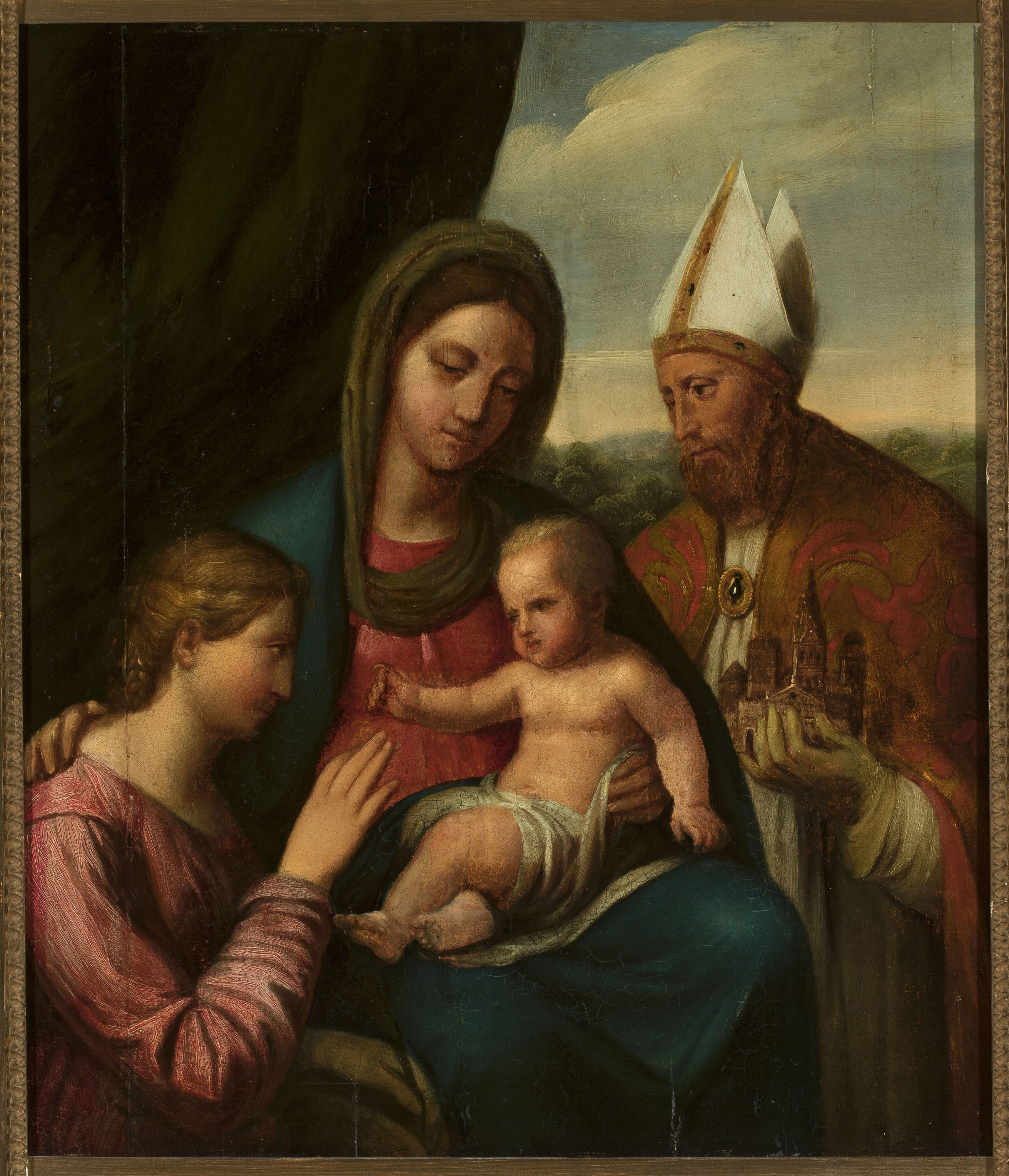
聖カタリナの神秘の結婚 ワルシャワ国立美術館蔵